# Diastole

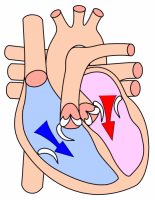
Hjärtat under diastole.

Diastole, grekiska διαστολή "utvidgning", är då hjärtats kammare fylls med blod. De tryckkänsliga atrioventrikulärklaffarna, AV-klaffarna, mellan förmak och kammare öppnas på grund av tryckskillnaden. När vänster och höger förmak är avslappnade fylls de med blod och när trycket i dem överstiger trycket i höger och vänster kammare öppnas AV-klaffarna. Diastole kan delas in i tre delar. Under första delen flödar det mesta blodet in till kamrarna, eftersom det samlats mycket blod under systole. Under den andra delen flyter bara det blod som direkt kommer från venerna. Den sista delen av diastole är då vänster och höger förmak kontraheras och därför får fram ytterligare blodflöde till vänster och höger kammare.
Vid diastole är normalvärdena 60 till 90 mm Hg. Värdena brukas anges som "115 genom 70" eller 115/70. I exemplet motsvarar siffran 70 trycket vid diastole och 115 trycket vid systole. 
Ett annat uttryck för diastoliskt tryck är undertryck.